# John Kendrick
John Kendrick (Harwich (Massachusetts), 1740-îles Sandwich, 12 décembre 1794) est un navigateur et explorateur américain.

## Biographie
Il entre dans la marine en 1760 et devient corsaire. En 1787, il commande une expédition de traite de fourrures à destination du Nord-Ouest canadien et part avec deux navires. Arrivé en baie de Nootka en septembre 1788, il consacre l'hiver aux échanges avec les indiens et crée un poste en baie de Marvinas (Colombie-Britannique). 
En 1789, il renvoie un de ses navires pour Canton pour y vendre les fourrures avant de rentrer à Boston et fait de même l'année suivante avec le second navire. En 1791, il retourne à Nootka où il refait le plein de fourrures qu'il part vendre ensuite en Chine. 
En 1794, il fait relâche aux îles Sandwich où il meurt accidentellement le 12 décembre.

## Hommages
Une baie de l'Alaska ainsi que les îles Kendrick ont été nommées en son honneur. 